# Villarzel, Vaud
Villarzel är en ort och kommun  i distriktet Broye-Vully i kantonen Vaud, Schweiz. Kommunen har 525 invånare (2023).
Kommunen består av dels orten Villarzel, dels av byarna Rossens och Sédeilles. De båda byarna var självständiga kommuner fram till 1 juli 2006 då de inkorporerades i Villarzel.